# 郑玉歆 (政治人物)
郑玉歆（1945年—），河北安国人，汉族，中华人民共和国政治人物、全国人民代表大会代表。
毕业于中国社会科学院研究生院专业。加入中国共产党。担任中国社会科学院环境与发展研究中心主任。2008年起担任全国人大代表。2013年，担任全国人大代表。